# Jean Hauptmanns
Jean Hauptmanns (* 24. Januar 1886 in Dülken; † unbekannt) war ein deutscher Ringer.

## Karriere
Jean Hauptmanns belegte bei den inoffiziellen Ringer-Weltmeisterschaften 1911 den zweiten Platz im Schwergewicht des griechisch-römischen Stils. Groß nahm an den Olympischen Sommerspielen 1912 in Stockholm in der Klasse über 82,5 kg im griechisch-römischen Stil teil.